# Манастир Дубница
Манастир Дубница припада Епархији милешевској Српске православне цркве. Налази се у селу Божетићи на обронцима планине Јавор, само неколико километара од сјеничког језера. Представља непокретно културно добро као споменик културе.

## Историја
Народни историчар и приповедач је објашњавао постојање усамљеног, тајанственог манастира са бриљантно клесаним порталима, розетама, прозорима и олтарским нишама, који су морали имати дуго трајање и краљевско порекло. Најновији траг упућује на прве деценије 15. века, прецизније на епоху обласних господара, када је манастир Дубница обновљен на темељима неке старије грађевине. То је време када су у Србији и Босни великаши и жупани обнављали утврђене градове. Међутим, од остатака цркве и конака из тог периода данас се мало шта може распознати.
На једином и већ испраном остатку фреске, на довратнику портала наоса, три од четири словна броја шкрто сведоче да је Манастир Дубница грађен и живописан 1422. године. После више од два века, манастир Дубница је доживео свој највећи успон. Било је то у времену када се на трону рашких митрополита, и касније пећког патријарха, налазио Гаврило Рајић-Рашковић, један од најзнаменитијих представника познате лозе, кнежева Рашковића. Можда најлепше предање које се сачувало у народу овога краја, и данас живо, даје за право онима који тајанствену Дубницу доводе у везу са прастарим задужбинама Немањића. Тај су манастир, кажу, касније обнављали Рашковићи, јер су и они од лозе Немањића. Арсеније Црнојевић је, тумаче приповедачи и хроничари, последњу зиму пред Велику Сеобу провео у Дубници безбедан и сигуран до пролећа 1690. године, када је са народом и свештенством прешао Саву и Дунав. Са њима се селио и велики број житеља Старог Влаха и Полимља, на челу са кнежевима Рашковићима. Турци су зато манастир спалили до темеља. Манастир Дубница је у тами векова био неугасиво кандило између Јавора и Увца, тапија немањићке земље. Народ се у турском ропству окупљао у потаји око манастира, кришом крштавао и венчавао. Гореле су свеће за живе и мртве, призиван Бог да врати живе са ратишта, да изагна освајача, да подари новорођенче, да опрости грехе.

## Обнова
Након истраживачких и конзерваторских радова које су обавили стручњаци из Завода за заштиту споменика културе из Краљева, обнова манастира је започела у септембру 2003. године уз помоћ Епархије Милешевске, Скупштине Општине Нова Варош, мештана и дародаваца на челу са Мићом Зорићем, председником грађевинског одбора за обнову. Манастир је на темељима порушене цркве, према пројекту и под надзором архитекте Господина Вељка Вучковића, од камена и сиге озидао каменорезац Милијан Ђоковић из Сирогојна, са групом својих мајстора.
У порти је од дрвета подигнут звоник, озидана чесма, капија, црква је покривена бакарним лимом и изграђен дрвени конак за монахе. Цркву Свете Тројице краси иконостас, рад дрворезбара Мирослава Трбусића из Крагујевца и иконе, рад иконописца Ивана Ковалчека из Новог Сада, које је манастиру својим прилозима даровао народ овог краја. Дубница сада живи неки нови живот на старовлашкој висоравни. Осим орлова, који је са крицима надлећу и чувају, свраћају и туристи, као и путници намерници и са радошћу упознају ову тајанствену духовну светињу.
Обнова манастира Дубница је завршена у суботу 4. августа 2007. године, на дан Свете Марије Магдалене, чином освећења које је обавио Епископ милешевски Господин Филарет, са свештенством и свештеномонасима Епархије милешевске. Споменик патријарху Гаврилу, скулптура у природној величини, биће подигнут у манастиру.
У овом манастиру од децембра 2017. године борави умировљени епископ милешевски Филарет.